# Wisienka (stacja kolejowa)
Wisienka – stacja Kijowskiej Kolei Dziecięcej utrzymywana przez Kolej Południowo-Zachodnią. Dawniej nosiła nazwę "Techniczna" (ros. Техническая).